# José Luis Arrese
José Luis de Arrese Magra (Bilbao, 15 de abril de 1905-Corella, 6 de abril de 1986) fue un arquitecto y político español, militante de FET y de las JONS, y uno de los principales teóricos del régimen franquista en sus primeros años. 
Adscrito inicialmente a la facción falangista hedillista y contrario al Decreto de Unificación, permaneció encarcelado un tiempo hasta ser liberado. Tras el final de la Guerra civil, en diciembre de 1939, fue nombrado gobernador civil de la provincia de Málaga, constituyendo el primero de una serie de cargos que ocupó a lo largo de la dictadura. En la primavera de 1941 sería nombrado ministro-secretario general de FET y de las JONS, llevando a cabo una importante depuración dentro del partido único, que a partir de aquel momento se volvió mucho más dócil ante el poder de Franco. Posteriormente fue puesto al frente del Ministerio de la Vivienda, siendo el primer titular de este departamento gubernamental. Además de sus puestos políticos, fue académico de número de la Real Academia de Bellas Artes de San Fernando o académico de honor de la de San Telmo de Málaga.

## Biografía

### Formación y primeros años
Nació en Bilbao el 14 de abril de 1905, en el seno de una conocida familia de origen carlista y ultracatólico. Realizó estudios universitarios en Madrid, licenciándose en arquitectura. En su época de estudiante fue vicepresidente de la Federación Nacional de Estudiantes Católicos y presidente de la Asociación de Arquitectura.
Tras finalizar sus estudios, pasó a ser arquitecto de profesión. Contrajo matrimonio con María Teresa Sáenz de Heredia, prima hermana de José Antonio Primo de Rivera. Primo de Rivera había fundado en 1933 la Falange Española, un partido de extrema derecha de pequeño tamaño pero muy activo y violento. Aunque posteriormente Arrese afirmaría ser un «camisa vieja» —esto es, un falangista anterior a la contienda—, lo cierto es que se afilió a Falange en febrero de 1936, poco antes de que comenzase la guerra. Desde su juventud fue una persona de profundas convicciones católicas.
Cuando en julio de 1936 estalló la Guerra civil, Arrese se encontraba en Madrid, aunque logró refugiarse en la embajada de Noruega y, posteriormente, trasladarse hasta la zona sublevada. En la primavera de 1937 estuvo implicado en los llamados «sucesos de Salamanca», mostrándose partidario de la facción de Falange liderada por Manuel Hedilla y contrario al Decreto de Unificación. Tras el fracaso de los hedillistas, fue detenido por las autoridades y encarcelado. Aunque estuvo a punto de ser fusilado, Arrese evitó la pena de muerte —que le fue conmutada con la pena de prisión— a raíz de la intervención de Ramón Serrano Suñer, cuñado del «generalísimo» Franco. Algunos autores señalan que habría sido su esposa María Teresa la que intercedió ante Serrano Suñer. Tras pasar un tiempo en prisión se retractó de su anterior rebeldía y se volvió mucho más dócil ante el nuevo régimen, lo que le valió para ser nombrado gobernador civil de Málaga a finales de 1939.

### Gobernador civil

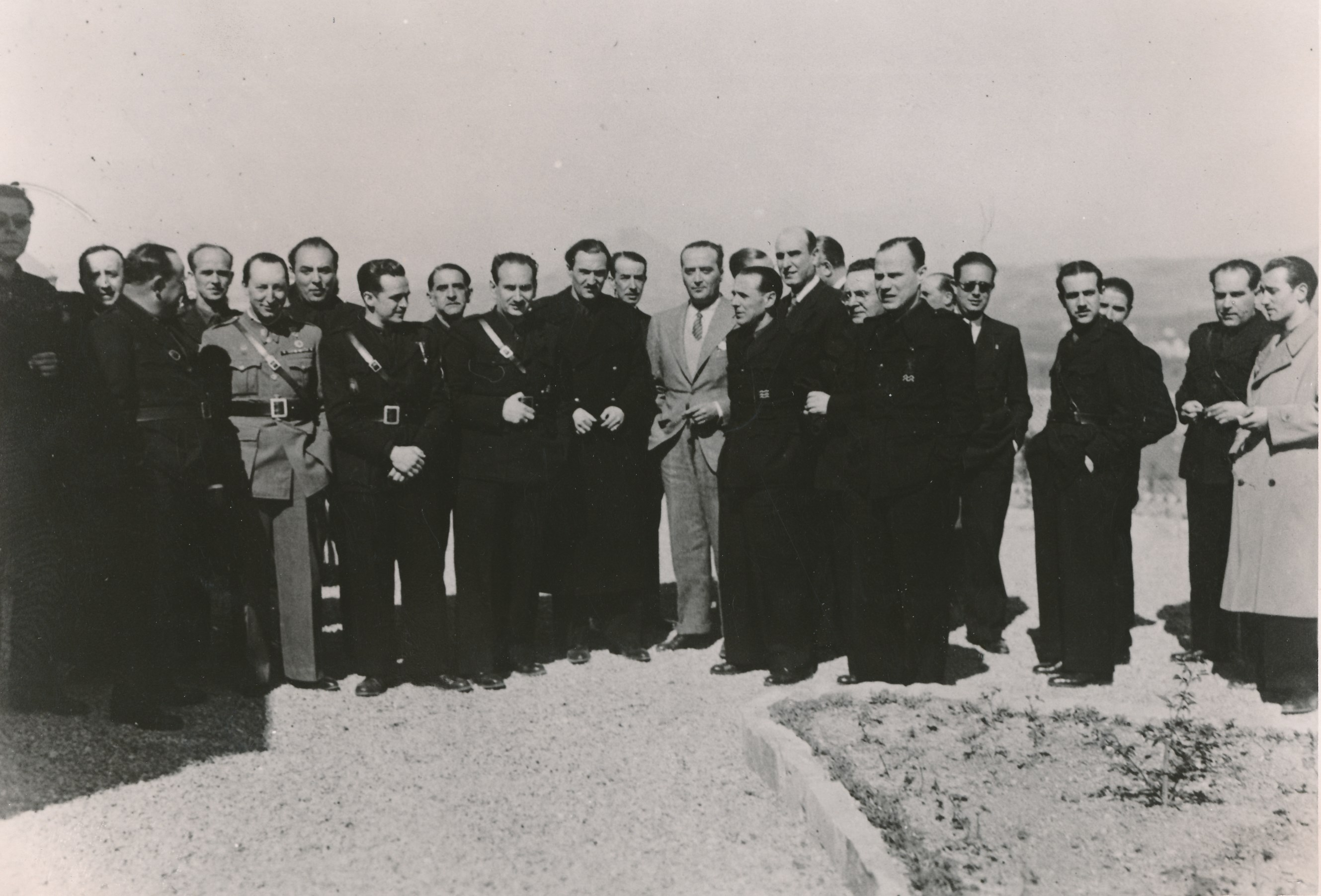
Durante la inauguración del albergue de Antequera (1940)

A mediados de diciembre de 1939 fue nombrado gobernador civil de la provincia de Málaga. A su llegada, encontró una provincia empobrecida y gravemente afectada por la falta de alimentos. En poco tiempo reprimió el mercado negro y aquella misma Navidad organizó donaciones de juguetes y regalos para los niños de la capital malagueña. Para enero de 1940 había logrado solucionar los problemas relacionados con la carestía de alimentos, haciendo traer del Marruecos español dos cargueros que portaban varios miles de toneladas en alimentos. En el ámbito urbanístico, movió la línea de playa hacia el interior y ganó terreno al mar, algo que sería importante de cara al turismo. Arrese llegó a trazar durante ese año un nuevo plan urbanístico para Málaga que finalmente no llegó a llevarse a cabo.

### Al frente del partido único
Tras la llamada «crisis de mayo de 1941», José Luis Arrese fue nombrado ministro-secretario general de FET y de las JONS. El cargo se encontraba vacante desde marzo de 1940, tras la dimisión de Agustín Muñoz Grandes, circunstancia que había aprovechado el jefe de la Junta política, Serrano Suñer. Inicialmente, Franco llamó a Arrese a Madrid bajo la sospecha de que estaba conspirando en su contra, aunque finalmente este logró convencerle de que no estaba implicado en ninguna trama en su contra. Franco quedó tan satisfecho por las explicaciones de Arrese que no solo no le destituyó, sino que además le nombró para dirigir la Falange. Algunos autores han señalado que la propuesta de que Arrese ocupase la jefatura del partido único habría venido de la jefa de la Sección Femenina (SF), Pilar Primo de Rivera.
En un primer momento Serrano Suñer no consideró que el nuevo secretario general constituyese una amenaza para sus amplios poderes y pensó que podría seguir controlando el partido como ya había hecho mientras Fernández-Cuesta y Muñoz Grandes fueron secretarios generales del mismo. Sin embargo, Arrese emprendió a partir de noviembre de 1941 una purga dentro del partido, con el objetivo de expulsar a los elementos más «incontrolados» o «izquierdistas» que se habían afiliado a la Falange durante la contienda: en los siguientes cuatro años fueron expulsados alrededor de 4000 militantes. La represión se extendió a otros órganos, como los sindicatos verticales: el delegado nacional de Sindicatos, Gerardo Salvador Merino, y sus revoltosos partidarios también fueron purgados. Esta depuración le permitió asegurar su dominio sobre el partido. También quedaron bajo el control de Arrese la propaganda y la prensa del régimen —anteriormente dependientes del Ministerio de la Gobernación—, que pasaron a estar bajo jurisdicción de la Vicesecretaría de Educación Popular. Bajo control de este organismo quedaron igualmente la censura y la cinematografía.

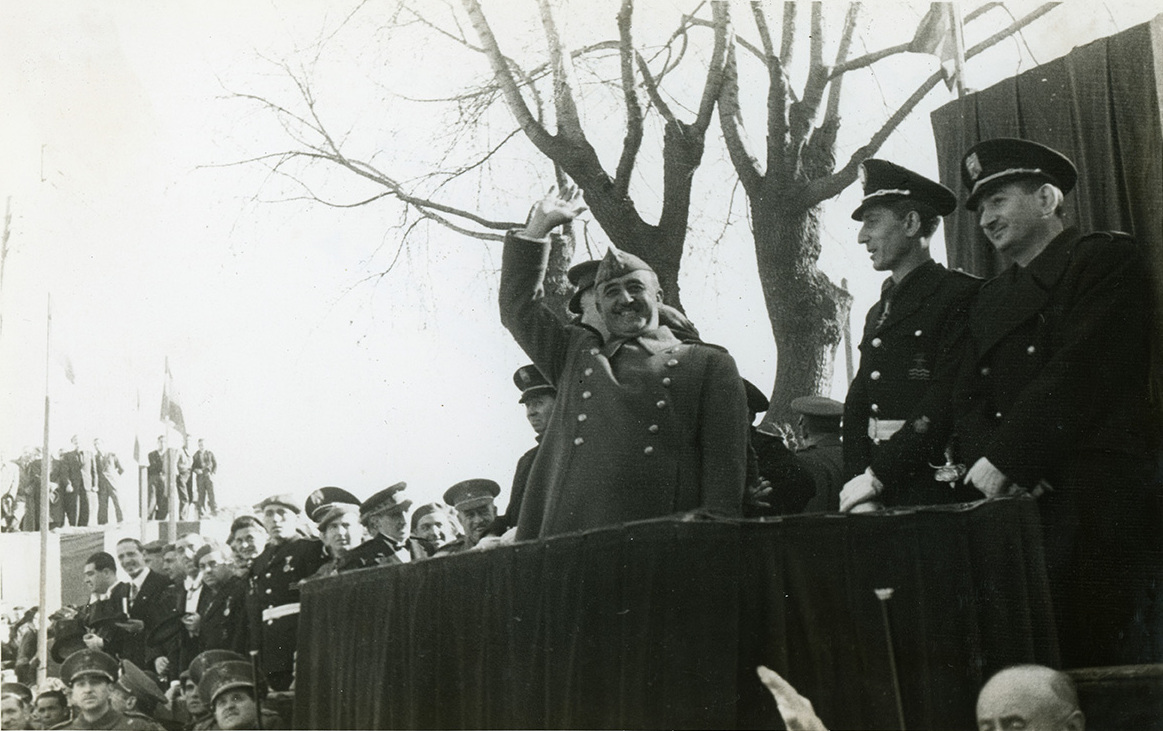
Arrese (derecha) junto a Franco y otras autoridades en 1942.

La lucha por controlar la Falange suponía en realidad enfrentarse a Serrano Suñer, que aunque había perdido poder dentro del partido, seguía siendo una importante figura. Según Stanley G. Payne, Arrese habría tenido un gran papel en la caída de Felipe Ximénez de Sandoval —jefe del Servicio Exterior de Falange y mano derecha de Serrano Suñer en el Ministerio de Exteriores— durante la primavera de 1942. La versión tradicional sostiene que estuvo detrás de la elaboración de una falsa acusación de homosexualidad contra Ximénez de Sandoval que habría provocado su expulsión del cuerpo diplomático y del partido único.
La rivalidad entre ambos políticos se vio acompañada durante aquel año por múltiples enfrentamientos entre falangistas y otros grupos de la dictadura —carlistas y monárquicos—. La caída de Serrano Suñer en otoño de 1942 supuso la victoria definitiva de Arrese en la lucha por el control de FET y de las JONS que, a partir de entonces, no encontró oposición ni tuvo rivales dentro del partido. Sin embargo, tanto él —Arrese— como otros líderes falangistas se habían dado cuenta de que su futuro político estaba ligado al del propio dictador. En adelante, no cuestionaron el poder del «generalísimo» y por el contrario centraron sus energías en asegurar tanto sus poderes como sus dominios políticos, especialmente frente a sus rivales monárquicos y militares. Así pues, la Falange quedó completamente sumisa a Franco.

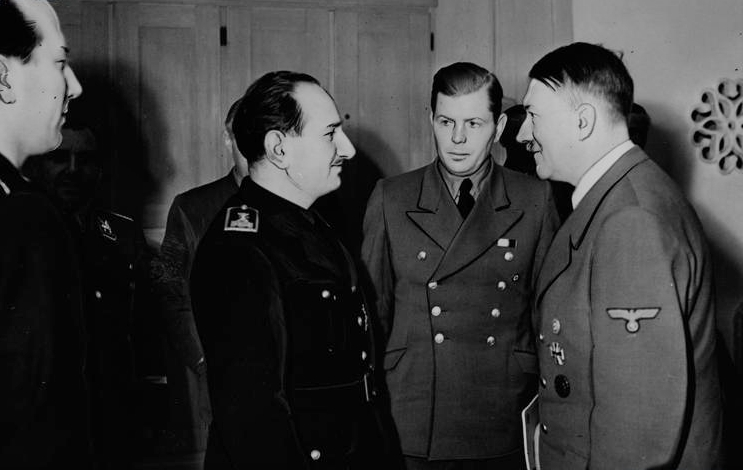
Arrese durante un encuentro con Adolf Hitler el 22 de enero de 1943.

En el contexto de la Segunda Guerra Mundial, Arrese también destacó como uno de los principales partidarios de la Alemania nazi. Mantuvo contacto regular con Hans Thomsen —el jefe del Partido nazi en España— y con Erich Gardemann —el consejero de la embajada alemana en Madrid—, convenciéndoles de que la caída de Serrano Suñer supondría implícitamente una mayor cooperación entre la España franquista y la Alemania nazi. Para finales de 1942 ya formaba parte del grupo de políticos y militares que presionaba a Franco para que España entrase en la guerra del lado de Hitler. Cuando en noviembre de ese año se produjo el desembarco aliado en el norte de África, Arrese fue uno de los ministros —junto a José Antonio Girón de Velasco y Carlos Asensio— que manifestaron que aquel era el momento para que España entrase en guerra. Esto provocó un fuerte debate en el seno del gobierno franquista y, a pesar de las fuertes disensiones internas que se produjeron, finalmente no se produjo ninguna entrada en guerra. 
En enero de 1943 realizó una visita a Alemania y llegó a entrevistarse con el propio Hitler. El viaje provocó las encendidas protestas de Gómez-Jordana, ya que ni siquiera se le había comunicado previamente que iba a realizarse tal viaje; en parte por las protestas y para evitar un empeoramiento de las relaciones con las potencias aliadas, Franco ordenó a Arrese que restringiera sus comentarios relativos a la Alemania nazi o sobre el desarrollo de la contienda a favor del Eje. Tras su regreso de Alemania, que coincidió con la derrota alemana en Stalingrado, se volvió más cauteloso en su apoyo al nazismo.
Esta cautela se vio incrementada tras la caída de Mussolini y el colapso de la Italia fascista en julio de 1943. Unos meses después, en septiembre, Arrese dio un discurso en el que declaró que «España no era una nación totalitaria». Hubo miembros de Falange, como Pilar Primo de Rivera, a los que disgustó profundamente esta declaración. Símbolo de este cambio de tendencias fue la disolución de la Milicia nacional de FET y de las JONS, el 27 de julio de 1944, por orden del propio José Luis Arrese.
En el verano de 1945, con la derrota de la Alemania nazi, Franco realizó numerosos cambios en la administración y el gobierno: muchos falangistas germanófilos perdieron sus puestos y desaparecieron de la escena política. Este fue el caso de Arrese, que fue cesado en la jefatura del partido único y salió del Gobierno. Tras su destitución, Franco no nombró sucesor y el cargo de secretario general quedó vacante. Pasó varios años en el ostracismo político, sin ocupar ningún cargo de importancia.

### Regreso al Gobierno
Arrese volvería a ocupar la jefatura del Movimiento tras la llamada «crisis de febrero de 1956», cuando Franco cesó fulminantemente a Raimundo Fernández-Cuesta.
Con su vuelta al gobierno, vio una oportunidad —tal vez la última— para llevar adelante el viejo proyecto de institucionalizar el franquismo a partir de reforzar los poderes del «partido único» falangista, y reducir la orientación monárquico-católica que había predominado desde 1945. Nada más llegar a la Secretaría general del partido único, empezó a elaborar un proyecto por el cual el papel de Falange y su jefatura política se reforzarían considerablemente en el seno del propio régimen franquista. Arrese buscaba construir un auténtico Estado nacional-sindicalista que, tal como había dicho en una concentración falangista celebrada en marzo de 1956 en Valladolid, colmara la insatisfacción de los falangistas «porque muchas de nuestras aspiraciones revolucionarias están pendientes de realizar y porque la sociedad que nos circunda tiene mucho de injusta y mucho de sucia». Sin embargo, este proyecto pronto se tropezó con la oposición de importantes sectores de la dictadura —Ejército, Iglesia, sectores monárquicos, etc.— y el intento no tardaría mucho tiempo en acabar fracasando. Ante tal cúmulo de protestas, y ante la prioridad que comenzó a dar a los problemas económicos, el Generalísmo decidió en febrero de 1957 archivar sine die el proyecto de Arrese. Del mismo solo vería la luz en 1958 el proyecto de Ley de Principios del Movimiento Nacional, totalmente remodelado por Luis Carrero Blanco. El fracaso de Arrese supuso su fin como secretario general, ya que fue cesado el 25 de febrero de 1957 y sustituido por José Solís.
A pesar de su cese, Arrese siguió en el Gobierno ya que Franco lo puso al frente del nuevo Ministerio de la Vivienda.
El nuevo departamento ministerial asumió algunas de las funciones desarrolladas anteriormente por el Instituto Nacional de la Vivienda (INV), la Dirección General de Regiones Devastadas o la Comisaría de Ordenación Urbana de Madrid. Arrese dio un giro completo en la política de vivienda desarrollada hasta entonces —principalmente por los sindicatos verticales, a través de la Obra Sindical del Hogar (OSH)— y defendió implantar una política de propiedad de la vivienda, frente a la anterior política de alquileres que se había practicado hasta entonces. En definitiva, impulsó el abandono de la política de viviendas de bajo precio construidas por el Estado, para dejar que en su lugar esta función fuese asumida por el sector privado. Poco después de su nombramiento, en agosto de 1957 anunció públicamente que se aprobaría un Plan de Urgencia Social para hacer frente al grave problema del chabolismo que para entonces afectaba a los suburbios de Madrid. El plan se aprobó a finales de año y en poco tiempo logró cosechar un importante éxito, por lo que se planteó su expansión a otras zonas de España como Barcelona o Bilbao. El 17 de marzo de 1960 cesó en su puesto como ministro.

### Últimos años

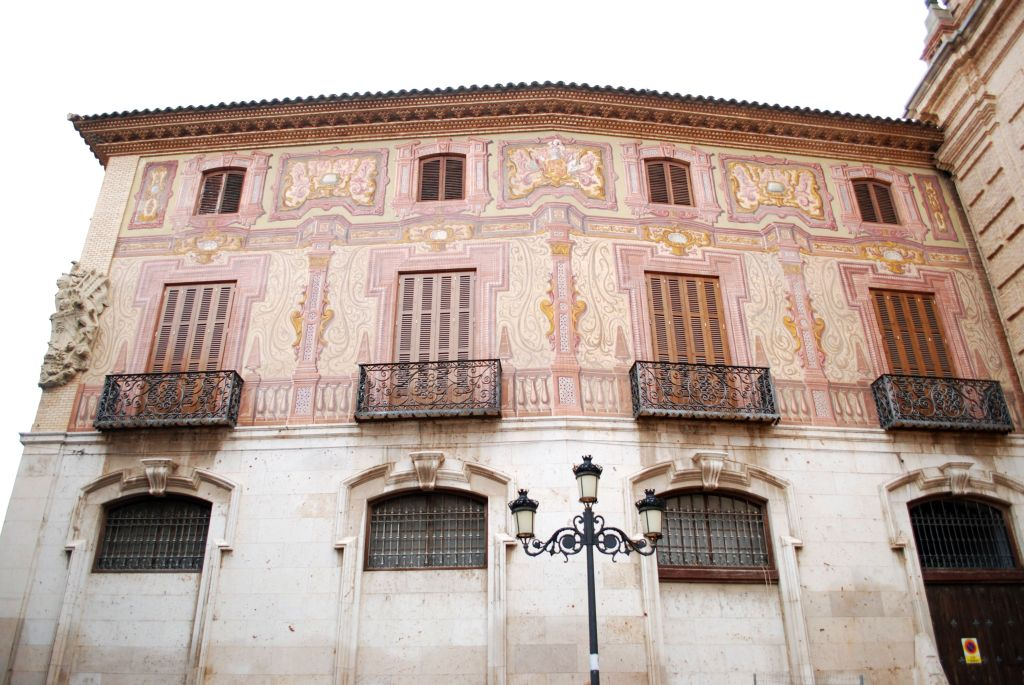
Fachada de la Casa Arrese de Corella (hacia 2008).

Tras su salida del gobierno no volvió a ejercer ningún puesto relevante en la administración o el gobierno. No obstante, siguió siendo procurador en Cortes, así como miembro del Consejo Nacional del Movimiento y del Consejo del Reino.
En 1967 fue propuesto como miembro de número de la Real Academia de Bellas Artes de San Fernando, en la Sección de Arquitectura, leyendo su discurso de recepción en noviembre de dicho año. Creó en 1973 la Fundación Arrese junto con su esposa. Fue uno de los procuradores ausentes en la votación en noviembre de 1976 de la Ley para la Reforma Política, cuya aprobación supuso el llamado «harakiri de las Cortes franquistas». Arrese, que también residió en las Islas Canarias largas temporadas por consejo médico, falleció en su casa de la localidad navarra de Corella —de donde era natural su mujer— el 6 de abril de 1986.

## Figura política y pensamiento
De inclinaciones nacionalcatólicas, estas ya se adivinaban en su obra La revolución social del Nacionalsindicalismo, publicada en 1940 pero escrita en 1936 y en la cual reproduciría la línea antisemita de diversos falangistas inmediatamente después de la guerra civil, recordando «la brillante lucha de la Falange contra el judaísmo capitalista del SEPU». Arrese destacó a lo largo de su carrera por su «lacayuna fidelidad a Franco». Descrito como un «descarado oportunista» por Antonio Cazorla Sánchez, es pintado bajo mejor luz por Álvaro de Diego, que, afín al biografiado, le describe como un «hombre íntegro y honesto» que trató de desarrollar la doctrina falangista en una línea católico-integrista. Inicialmente considerado un hombre próximo a Serrano Suñer, no tardó en conspirar para socavar la posición de este. En 1943 reivindicaba al fascismo, al nacionalsocialismo y al nacionalsindicalismo como hijos del espiritualismo, y, por tanto, en sus palabras, consideraba a los tres movimientos como «hermanos, y hermanos gemelos si se quiere, no siameses». Arrese incidió en la identidad católica de Falange, en una suerte de lo que fue más tarde etiquetado como «fascismo frailuno». También preconizó la posibilidad de transformación del sistema sindical en uno basado en cooperativas, si bien, estas ideas económicas estuvieron siempre en segundo plano frente a sus axiomas cristianos y de unidad de España.

## Publicaciones
Política

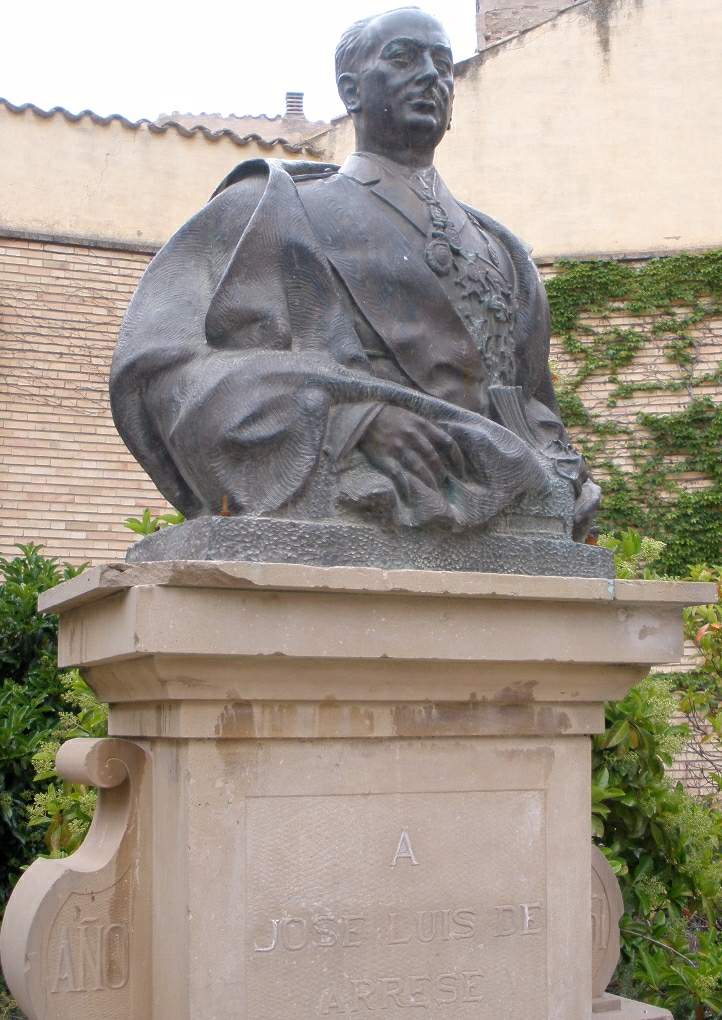
Monumento a José Luis Arrese en Corella.

- —— (1940). La revolución social del nacionalsindicalismo.[d] Madrid: Editora Nacional.
- —— (1943). Escritos y discursos. Madrid: Vicesecretaría de Educación Popular.[74]
- —— (1944). Participación del pueblo en las tareas del Estado. Madrid.[74]
- —— (1945). El Estado totalitario en el pensamiento de José Antonio. Madrid.[75]
- —— (1945). Nuevos escritos y discursos Madrid.[74]
- —— (1947). Capitalismo, comunismo, cristianismo. Radar.[75]
- —— (1957). Hacia una meta institucional. Madrid: Ediciones del Movimiento.[75]
- —— (1959). Política de vivienda. Textos y discursos. Madrid.
- —— (1961). José Antonio: actualidad de su doctrina. Madrid.[75]
- —— (1966). Treinta años de política. Madrid.[75]
- —— (1982). Una etapa constituyente. Barcelona: Planeta.[75]

Arte
- —— (1941). Málaga desde el punto vista urbanístico. Málaga.[76]
- —— (1963). Arte religioso de un pueblo de España. Madrid: CSIC.[77]
- —— (1967). La arquitectura del hogar y la ordenación urbana, como reflejo de la vida familiar y social de cada época. Madrid.[78]
- —— (1973). Antonio González Ruiz. Instituto de Estudios Madrileños.[79]
- —— (1978). Arqueología. Madrid: Fundación Arrese.
- —— (1980). El arte, la fundación y la Medalla de Honor. Fundación Arrese.[80]
- —— (1983). Catálogo general de arte sacro en el Museo de la Encarnación. Madrid.[77]

Historia
- —— (1952). El músico Blas de Laserna. Corella: Biblioteca de Corellanos Ilustres.[81]

## Reconocimientos
- Gran Cruz (con distintivo blanco) del Mérito Naval (1943)[82]
- Gran Cruz de la Orden Imperial del Yugo y las Flechas (1944)[83]
- Hijo adoptivo de Cáceres (1944)[84]
- Gran Cruz de la Muy Distinguida Orden de Carlos III (1945)[85]
- Gran Cruz de la Orden de Isabel la Católica (1967)[86]
- Hijo Adoptivo de Corella[87]

La Medalla de Oro al Mérito en el Trabajo, otorgada originalmente en 1954, le fue retirada el 27 de octubre de 2022.

### Pie de página
1. 1 2 3  Alzugaray, 2004, p. 51.
2. 1 2 3 4  Bowen, 2006, p. 86.
3. ↑  Payne, 1999, p. 360.
4. ↑  Martín de Retana, 1966, p. 112.
5. 1 2  Romero Salvadó, 2013, p. 59.
6. ↑  Thomàs, 2001, p. 59.
7. ↑  Maldonado y Cocat, 1950, pp. 127, 147-148.
8. 1 2  Garriga, 1976, p. 374.
9. ↑  Cabanellas, 1975, p. 922.
10. ↑  Garriga, 1976, p. 375.
11. ↑  Garriga, 1981, p. 113.
12. 1 2  Payne, 2005, p. 84.
13. ↑  Bowen, 2006, pp. 86-87.
14. 1 2  Bowen, 2006, p. 87.
15. ↑  Ring, Watson y Schellinger, 1995, p. 410.
16. ↑  Bowen, 2006, p. 84.
17. ↑  García Lahiguera, 1983, p. 190.
18. ↑  Martí Gómez, 1995, p. 106.
19. ↑  Garriga, 1976, p. 378.
20. ↑  Payne, 1999, p. 361.
21. ↑  Morente, 2005, p. 222.
22. ↑  Morente, 2005, p. 221.
23. ↑  de Llera, 2000, p. 182.
24. 1 2  Pizarroso Quintero, 2009, p. 60.
25. 1 2  Payne, 1999, p. 376.
26. ↑  Heine, 1983, p. 258.
27. ↑  Morente, 2005, p. 223.
28. ↑  Morente, 2005, pp. 223-224.
29. ↑  Morente, 2005, p. 220.
30. ↑  Garriga, 1976, p. 427.
31. ↑  Payne, 1999, p. 375.
32. 1 2  Bowen, 2006, p. 88.
33. 1 2  Preston, 1998, pp. 592-593.
34. ↑  Ellwood, 1987, p. 90.
35. ↑  Bowen, 2000, p. 149.
36. ↑  Pike, 2008, pp. 89; 172.
37. ↑  Bowen, 2006, p. 89.
38. 1 2  Bowen, 2006, p. 195.
39. ↑  Payne, 1999, p. 396.
40. ↑  Urquijo Goitia, 2008, p. 135.
41. ↑  Bowen, 2006, p. 91.
42. ↑  Morente, 2005, p. 224.
43. ↑  Redondo, 1999, p. 785.
44. ↑  Moradiellos, 2000, p. 113.
45. ↑  Morente, 2005, pp. 225-226.
46. ↑  Gil Pecharromán, 2008, p. 134.
47. ↑  Morente, 2005, pp. 226.
48. ↑  Moradiellos, 2000, pp. 129-130.
49. ↑  Moradiellos, 2000, pp. 130-131.
50. 1 2  Gil Pecharromán, 2008, pp. 137-138.
51. ↑  Sambricio, 2004, p. 407.
52. ↑  Sambricio, 2004, pp. 407-408.
53. ↑  Sambricio, 2004, p. 408.
54. ↑  Sambricio, 2004, pp. 410-414.
55. ↑  Sambricio, 2004, pp. 414-415.
56. ↑  Urquijo Goitia, 2008, p. 137.
57. ↑  Rodríguez Puértolas, 2008, p. 996.
58. ↑  Pardo Canalís, 1986, pp. 7-8.
59. ↑  «Relación general de académicos (1752-2015)». Real Academia de Bellas Artes de San Fernando. p. 57. Archivado desde el original el 28 de noviembre de 2017.
60. ↑  Pardo Canalís, 1986, p. 9.
61. 1 2  «María Teresa Sáenz de Heredia». ABC (Madrid): 66. 24 de enero de 1994.
62. ↑  «Aprobada la Ley de Reforma Política». Arriba: 9-14. 19 de noviembre de 1976.
63. ↑  Hernández Díaz, 1986, p. 15.
64. ↑  
Alzugaray, 2004, p. 52; Berzal, 2017.
65. 1 2  Saz Campos, 2003, pp. 310-311.
66. ↑  Álvarez Chillida, 2002, p. 384.
67. ↑  
Cazorla Sánchez, 2000, p. 18; Moradiellos, 2002.
68. ↑  Moradiellos, 2002.
69. ↑  Cazorla Sánchez, 2000, p. 18.
70. ↑  Saz, 2003, p. 315.
71. ↑  Payne, 1987, p. 290.
72. ↑  Payne, 1961, pp. 244-245.
73. ↑  Rodríguez Jiménez, 1994, p. 58.
74. 1 2 3  Chueca, 1983, p. 540.
75. 1 2 3 4 5 6  Rodríguez Jiménez, 1994, p. 306.
76. ↑  Burgos Madroñero, 1979, p. 167.
77. 1 2  Sullivan, 1986, p. 277.
78. ↑  Almarcha, 1997, p. 484.
79. ↑  Álvarez Villar, 1993, p. 232.
80. ↑  Arias Serrano, 2005, p. 295.
81. ↑  Moreno Mengíbar, 1998, p. 343.
82. ↑  Ministerio de Marina: «Decretos por los que se concede la Gran Cruz del Mérito Naval, con distintivo blanco, al General de División don Carlos Asensio Cabanillas, don Esteban Bilbao Eguía, don Joaquín Benjumea Burín, don Miguel Primo de Rivera y Sáenz de Heredia, don José Ibáñez Martín y don José Luis Arrese Magra». Boletín Oficial del Estado núm. 6, de 6 de enero de 1943: 172. ISSN 0212-033X.
83. ↑  Presidencia del Gobierno: «Decreto por el que se otorga la Gran Cruz de la Orden Imperial del Yugo y las Flechas al excelentísimo señor don José Luis de Arrese Magra, Ministro Secretario general de F. E. T. y de las JONS». Boletín Oficial del Estado núm. 200, de 18 de julio de 1944: 5483. ISSN 0212-033X.
84. ↑  Juanjo Sánchez (22 de septiembre de 2008). «El nombramiento de Jesús Usón eleva a 24 el número de hijos adoptivos de Cáceres». El Periódico Extremadura. Consultado el 29 de agosto de 2020.
85. ↑  Presidencia del Gobierno: «Decretos de 20 de julio de 1945 por los que se concede la Gran Cruz de la Muy Distinguida Orden de Carlos III a don José Félix de Lequerica y Erquiza, don Carlos Asensio Cabanillas, don Salvador Moreno Fernández, don Juan Vigón Suerodíaz, don Eduardo Aunós Pérez, don Demetrio Carceller Segura, don Miguel Primo de Rivera y Sáenz de Heredia, don Alfonso Peña Boeuf y don José Luis de Arrese Magra». Boletín Oficial del Estado núm. 202, de 21 de julio de 1945: 521-522. ISSN 0212-033X.
86. ↑  Ministerio de Asuntos Exteriores: «Decreto 3139/1967, de 22 de diciembre, por el que se concede la Gran Cruz de la Orden de Isabel la Católica a don José Luis de Arrese y Magra». Boletín Oficial del Estado núm. 6, de 6 de enero de 1968: 285. ISSN 0212-033X.
87. ↑  Pardo Canalís, 1986, p. 7.
88. ↑  Ministerio de Trabajo: «Orden de 20 de enero de 1954 por la que se otorga al Excmo. Sr. D. José Luis Arrese y Magra la Medalla "Al Mérito en el Trabajo". en su categoría de oro». Boletín Oficial del Estado núm. 25, de 25 de enero de 1954: 457. ISSN 0212-033X.
89. ↑  «Yolanda Díaz retira la medalla al mérito en el trabajo a Franco y a otros nueve dirigentes de la dictadura». elmundo.es. 27 de octubre de 2022.